# Hostinec Ravoux
Hostinec Ravoux (fr. Auberge Ravoux) je francouzská historická památka v srdci vesnice Auvers-sur-Oise. Proslavil se jako Van Goghův Dům (Maison de Van Gogh), protože zde nizozemský malíř Vincent van Gogh strávil posledních 70 dní svého života. Během svého pobytu v Auvers vytvořil Van Gogh více než 80 obrazů a 64 skic. 27. července 1890 se střelil do hrudi a umřel o dva dny později (zemřel na zranění v krajině břišní a sebevražda je stále předmětem debat). Hostinec byl obnoven jako muzeum a místnost, kde Van Gogh žil a zemřel, je zpřístupněna veřejností.

## Historie hostince (1876–1889)
Hostinec byl postaven v polovině 19. století jako rodinný dům na hlavní silnici vedoucí k Pontoise. K budově byly přičleněny různé části starší zástavby včetně celé zdi z 18. století. Dům byl ideálně situován před radnicí. Dcera pana Leverta, který měl dům v pronájmu, si v přízemí otevřela obchod s vínem. Malebnost vesnice a její železniční spojení s nedalekou Paříží z ní učinily populární cíl pro umělce (srovnatelný s Barbizonem) a během poloviny devatenáctého století do Auvers-sur-Oise zavítali např. Daubigny, Cézanne, Pissarro, Daumier či Corot.

## Van Goghův pobyt (20. května 1890 – 29. července 1890) a sebevražda

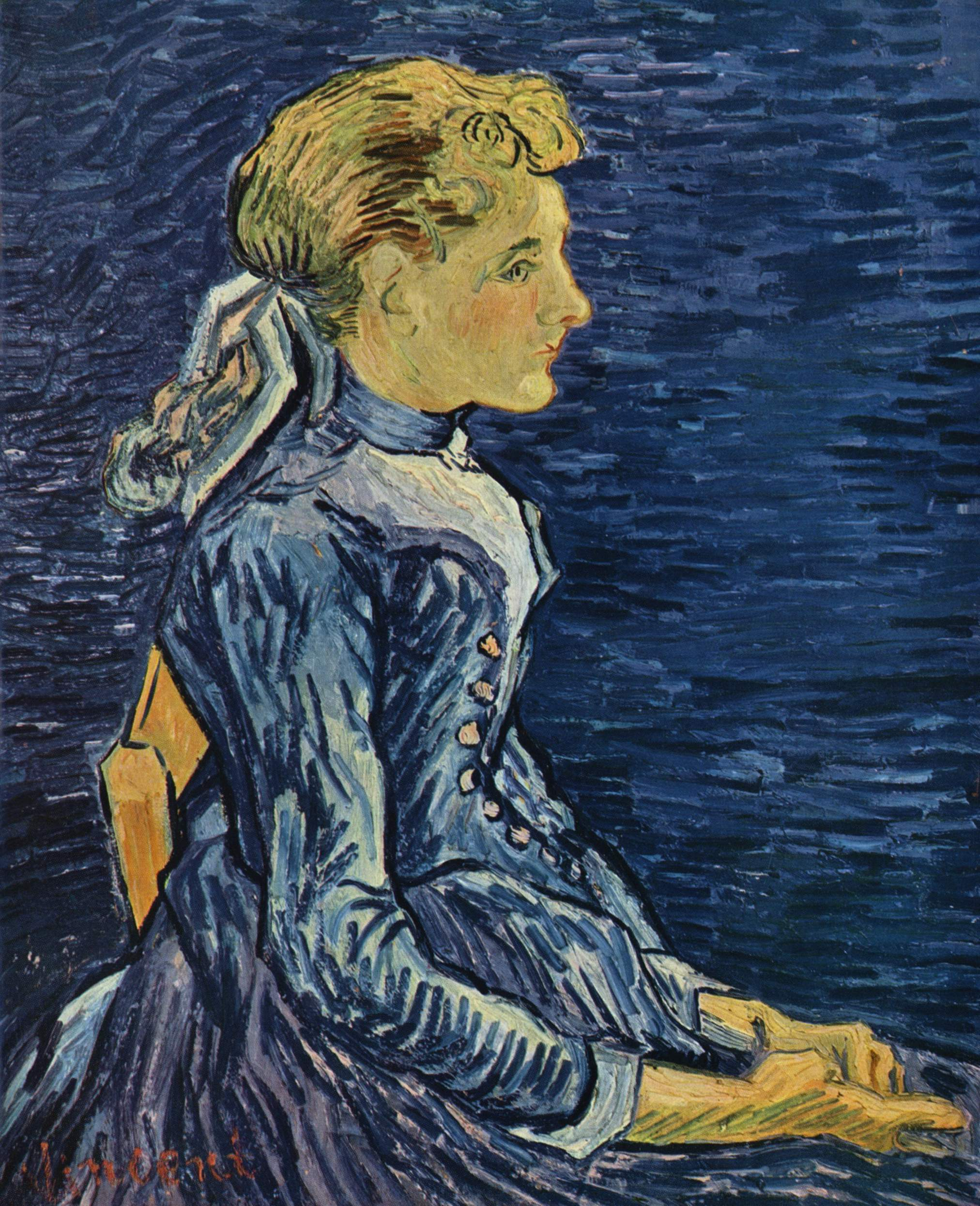
Vincent van Gogh: Portrét Adeline Ravoux (Auvers, červen 1890)

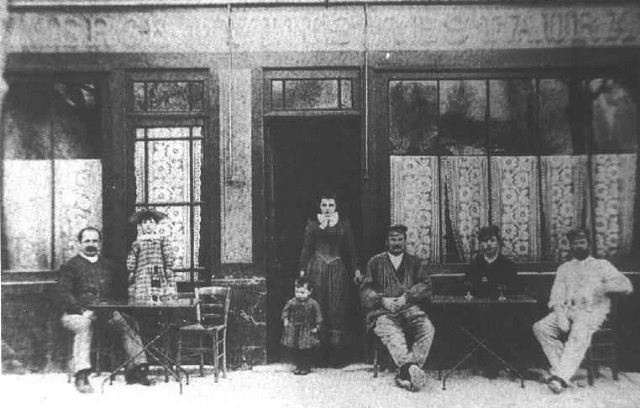
Hostinec Ravoux kolem r. 1890. Zleva doprava: Arthur Gustave Ravoux, Germaine Ravoux, Raoul Levert, Adeline Ravoux. (© Van Gogh Museum).

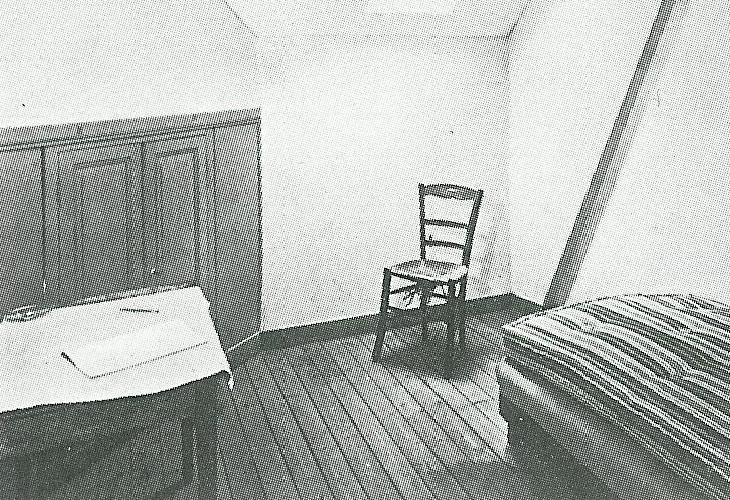
Vam Goghův pokoj v hostinci

V roce 1889 převzal nájem domu Arthur Gustave Ravoux, který jej přeměnil v zájezdní hostinec oblíbený u umělecké komunity v Auvers. Během Van Goghova pobytu byly všechny pokoje obsazeny holandskými a americkými malíři. Španělský umělec Nicolás Martínez Valdivieso, který žil poblíž, se v hostinci často stravoval s Van Goghem.
Za 37 let svého života bydlel Van Gogh na více než třiceti různých adresách. Do Auvers-sur-Oise se přestěhoval 20. května 1890. Před tím strávil rok v rekonvalescenci v Saint-Rémy-de-Provence a chtěl se usadit na severu, blíže k Paříži. Camille Pissarro, Van Goghův přítel, navrhl, aby se usadil v Auvers-sur-Oise, kde žil doktor Gachet, který mohl sledovat Van Goghův stav. Dr. Gachet dříve léčil duševně nemocné pacienty a zajímal se o umění. Van Gogh jej v červnu téhož roku portrétoval a tento obraz byl v roce 1990 zakoupen za rekordní cenu 82,5 milionu dolarů.
Po příletu do Auvers se Van Gogh rozhodl pronajmout si pokoj v hostinci Ravoux, hlavně proto, že byl levnější než hotel navrhovaný Dr. Gachetem, který účtoval 6 franků denně za ubytování s plnou penzí. V Auberge Ravoux zaplatil Vincent 3 franky 50 za den s polopenzí. Pronajatý pokoj č. 5 byla malá podkrovní místnost o rozloze 7 m2 s postelí, toaletním stolkem a vestavěnou skříní. Uložil Obrazy a kresby ukládal do boudy ve dvoře. Seznámil se s Arthurem Ravouxem a jeho rodinou a několikrát namaloval portrét Adeline Ravouxovou, nejstarší dceru provozovatele. Van Gogh byla vesnicí okouzlen a v dopise svému bratru Theovi opěvoval její staré doškové střechy a barvy a označil ji za „vážně krásnou, typicky venkovskou a malebnou“ (gravement beau... de la pleine campagne caracteristique et pittoresque). Byl v dobrém zdravotním stavu na cestách za malováním v plenéru překonával velké vzdálenosti.
Přes oblibu, kterou v novém bydlišti našel, a horečnou aktivitu posledních týdnů vyšel 27. července 1889 na pole a střelil se do hrudi. Kulka se sklouzla po žebru a skončila v oblasti žaludku. Zranění přežil a sám se vrátil do hostince. Tam jej na pokoji našel sténajícího Arthur Ravoux a zjistil od Van Gogha, že se pokusil o sebevraždu. Podobně umělec vypověděl i druhý den při výslechu četníkům.

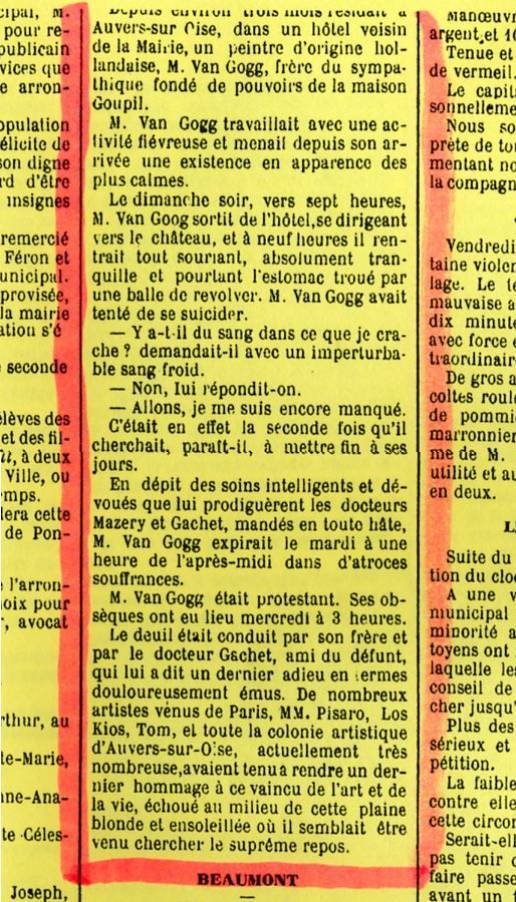
Zpráva o sebevraždě a pohřbu Van Gogha 7. srpna 1890 v Le Régional

O dva dny později Van Gogh podlehl svému zranění za přítomnosti bratra Thea. Tělo bylo uloženo v jedná ze zadních místností hostince. Rakev vyrobil Vincent Levert, jehož syn Raoul byl malířem zvěčněn na obraze Dítě s pomerančem. Rakev byla vyslána bílou látkou a žlutými květinami. Před rakví byly umístěny jeho stojan, skládací stolička a štětce. Místnost byla vyzdobena jeho malbami a kresbami.
Van Gogh byl pohřben 30. července na městském hřbitově Auvers-sur-Oise. Pohřbu se zúčastnili Theo van Gogh, Andries Bonger, Charles Laval, Lucien Pissarro, Émile Bernard, Julien Tanguy a Dr. Gachet, dalších asi dvacet příbuzných a přátel, stejně jako řada místních obyvatel (včetně Arthura Ravouxe). Katolický abbé odmítl kvůli sebevraždě sloužit pohřební mši. Dr. Gachet na pohřbu pronesl procítěnou řeč. Pohřeb popsal Émile Bernard v dojemném dopise Albertovi Aurierovi a později jej podle paměti namaloval.
Van Goghovu smrt a pohřeb ohlásily místní noviny Le Régional ve svém vydání ze dne 7. srpna 1890. Zpráva objasňuje, že Van Gogh na konci trpěl a zemřel po „strašném utrpení“ (dans d'atroces souffrances), což potvrdilo i svědectví některých účastníků. Theo v dopise sestře Alžbětě ze dne 5. srpna 1890 zaznamenal Vincentova poslední slova: „Smutek bude trvat věčně“.
Pobyt Van Gogha v hostinci Ravoux byl umělecky velmi plodným obdobím: za 70 dní vzniklo více než 80 obrazů a 64 skic, mezi nimiž byl Portrét Dr. Gacheta, Pčeničné pole s vránami, Auverská radnice 14. července 1890 a Daubignyho zahrada.
Pokoj č. 5 v hostinci Ravoux nebyl jako poskvrněný sebevraždou už nikdy pronajat.

## 1890–1985:Van Goghův dům
Rodina Ravoux opustila Auvers-sur-Oise v roce 1892. Období kolem přelomu století přineslo vesnici modernizaci, zejména instalaci plynových pouličních lamp a telefonů. Po své smrti se Van Gogh postupně stal umělcem mezinárodního renomé. V letech 1901 až 1915 se konaly významné výstavy jeho díla ve městech od Paříže po New York. Zhruba v té době začala rodina Blot, která měla hostinec v nájmu, lákat turisty, aby si prohlédli Vincentův pokoj. V roce 1926 bylo jméno hostince změněno na Van Goghův dům. Období během a po druhé světové válce zaznamenalo pokles zájmu turistů, ale v roce 1952 ho koupili Roger a Micheline Tagliana, kteří za pomoci Adeline Ravouxové obnovili Vincentův pokoj. Film Žízeň po životě Vincenta Minnelliho z roku 1956 byl natočen v Auvers a Van Goghův dům zde hrál významnou roli, což mu získalo novou publicitu a zájem turistů.

## 1986–současnost
Od roku 1986 je hostinec ve správě Dominique-Charlesea Janssense. Pro obnovu budovy byl vybrán renomovaný architekt Bernard Schoebel, specializující se na restaurování historických památek. Pokoj Van Gogha byl pečlivě uveden do původního stavu. Byla obnovena také jídelna, kde se Van Gogh stravoval, a nyní je to restaurace, která podává jídla inspirovaná regionální kuchyní 19. století. V podkroví byla zřízena expozice, která podrobně popisuje život a dílo van Gogha a obsahuje výňatky z jeho dopisů a dobových fotografií.

## Van Goghův pokoj
Od roku 1993 navštívilo Van Goghův pokoj více než milion lidí. Veřejnost si může prohlédnout pokoj č. 5, obnovený do původního stavu. Hřebíky, na kterých Van Gogh pověsil svá plátna, jsou stále ve zdi. Pokoj č. 5 je holý a nezařízený, ale skromně zařízený pokoj vedle obývaný holandským umělcem Antonem Hirschigem poskytuje vhled do spartánské atmosféry jeho konečného okolí. Místnost obsahuje zabezpečené vitrínu s nadějí, že zde jednou bude vystaven Van Goghův originální obraz. V dopise svému bratru Theovi, který byl napsán během jeho pobytu v hostinci Ravoux, Vincent jednou vyznal svou touhu vystavit své dílo v kavárně: „Někdy v budoucnu věřím, že najdu způsob, jak mít svou vlastní výstavu v kavárně“. Van Goghův institut, neziskové organizace založená v roce 1987, se snaží splnit Vincentovo přání zakoupením jednoho z obrazů namalovaných v Auvers a jeho vystavením v místnosti, kde zemřel.